# Srbice (Plzeň)
Srbice é uma comuna checa localizada na região de Plzeň, distrito de Domažlice.